# Syntormon straeleni
Syntormon straeleni är en tvåvingeart som beskrevs av Vanschuytbroeck 1951. Syntormon straeleni ingår i släktet Syntormon och familjen styltflugor.
Artens utbredningsområde är Kongo. Inga underarter finns listade i Catalogue of Life.